# Kritiosynglingen

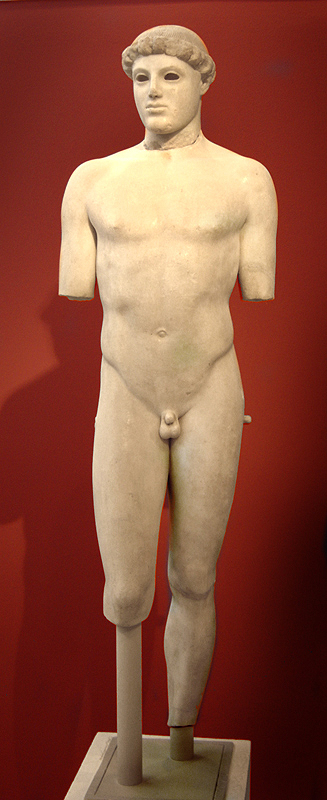
Kritiosynglingen (Akropolismuseet, Aten)

Kritiosynglingen är en antik grekisk marmorskulptur föreställande en naken yngling.
Skulpturen, som vanligen dateras till cirka 480 f.Kr., påträffades vid arkeologiska utgrävningar på Akropolis i Aten på 1860-talet. Den har fått sitt namn genom sina likheter med statyer utförda av Kritios, den atenske 400-talsskulptör, vars arbeten olyckligtvis endast är kända genom senare kopior.
Kritiosynglingen är det första kända exemplet på contrapposto-användning i fristående skulptur. Det högra benet är lätt böjt i knäet, ynglingens kroppstyngd förs huvudsakligen över på det vänstra benet medan hans huvud är vridet lätt åt höger.